# Fleurus
Fleurus (wa. Fleuru) – miasto w Belgii, w Regionie Walońskim, w prowincji Hainaut, w okręgu Charleroi. 1 stycznia 2024 r. liczyło 22 915 mieszkańców.
W pobliżu miasta rozegrały się liczne bitwy – pierwsza w 1622 roku, podczas wojny trzydziestoletniej, druga w 1690 podczas wojny palatynackiej, a następne dwie podczas wojny Francji z I koalicją w 1794: pierwsza – 16 czerwca, druga – 26 czerwca.
Od 2010 roku rozgrywany jest tutaj kobiecy turniej tenisowy rangi ITF.

## Podział administracyjny
W skład gminy wchodzi siedem dzielnic (section):
- Brye
- Heppignies
- Lambusart
- Saint-Amand
- Wagnelée
- Wanfercée-Baulet
- Wangenies

## Współpraca
- Couëron, Francja
- Lugo, Włochy
- Wexford, Irlandia